# Gonomyia phoroctenia
Gonomyia phoroctenia är en tvåvingeart som beskrevs av Alexander 1921. Gonomyia phoroctenia ingår i släktet Gonomyia och familjen småharkrankar.
Artens utbredningsområde är Peru. Inga underarter finns listade i Catalogue of Life.